# N. Ravikiran

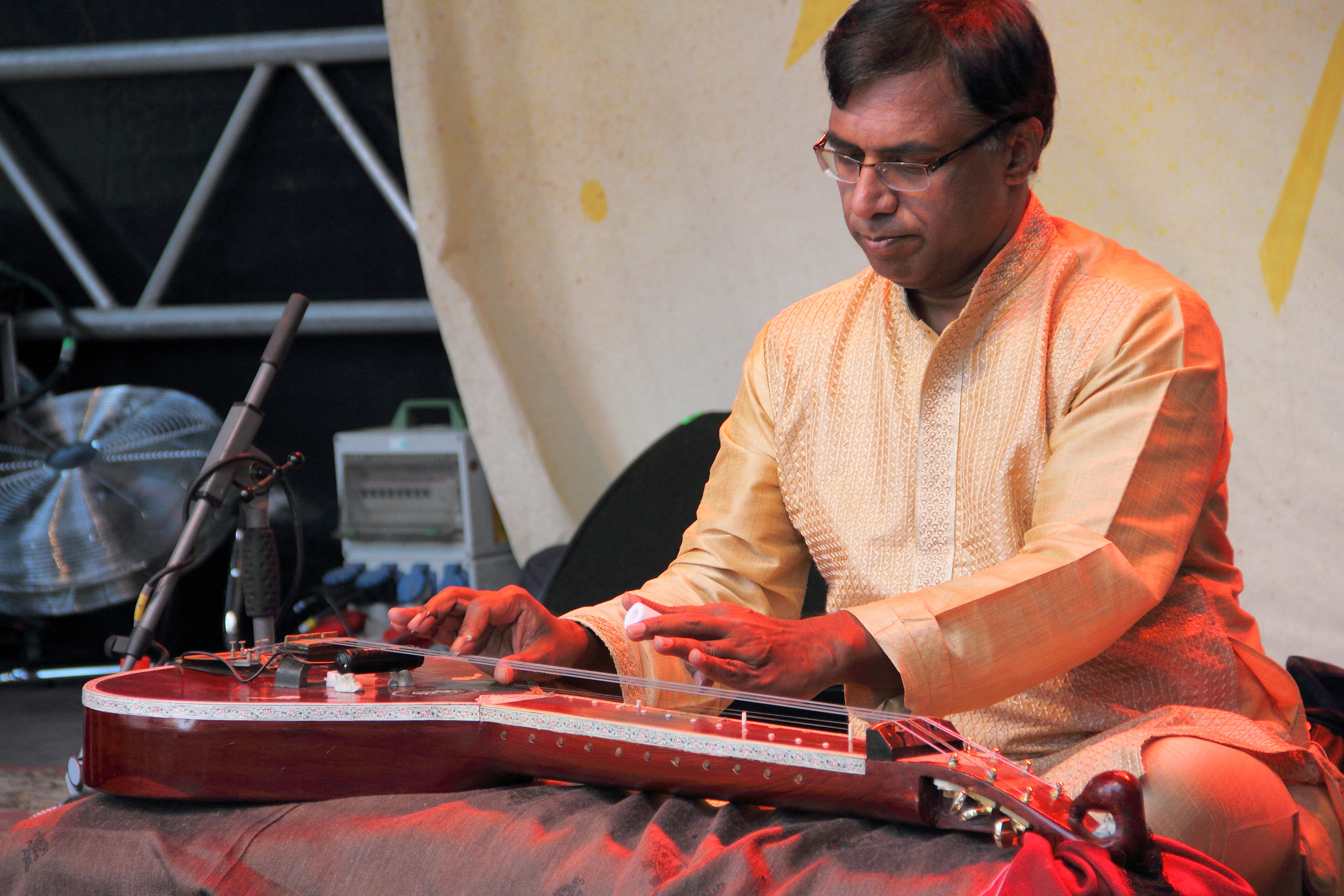

Chitravina N. Ravikiran (* 12. Februar 1967 in Mysore) ist ein indischer Musiker, Gottuvadyam-Spieler, Sänger und Komponist. Seine Kompositionen unter der Stilbezeichnung Melharmony suchen eine Verbindung der melodischen klassischen indischen Musik mit der auf Harmonie basierenden westlichen klassischen Musik. Er ist Sohn und Schüler von Chitravina Narasimhan und Enkel des Gottuvadyam-Spielers Narayan Iyengar.

## Leben und Werk
Ravikiran wurde vom Wisconsin State Journal als „Mozart Indiens“ gefeiert. 1969 hatte er seinen ersten Bühnenauftritt im Alter von zwei Jahren in Bangalore.
Anschließend wurde er der Madras Music Academy vorgestellt, wo er in dem Krishna Ghana Sabha 325 Ragas (melodische Skalen), 175 Talas (rhythmische Zyklen) der indischen klassischen Musik „Karnatik“ identifizieren und wiedergeben konnte. Er wurde von Musikern wie Semmangudi Srinivasa Iyer, Ravi Shankar, M. S. Subbulakshmi befragt. Sitar Maestro Ravi Shankar verkündete: „Wenn Sie nicht an Gott glauben, schauen Sie Ravikiran an“. Die Madras Music Academy verlieh dem Kind ein Stipendium. Kurz danach wurde er in renommierten Institutionen wie der „Shanmukhananda Fine Arts“, Bombay vorgestellt.

### Sänger
Nach intensiven Training von seinem Vater Chitravina Narasimhan hatte Ravikiran 1972 im Alter von fünf Jahren sein Debüt als Sänger in Coimbatore und führte bis zum zehnten Lebensjahr Livekonzerte in Städten wie Madras, Mysore und Bangalore auf. Seine Aufführungen waren teilweise über zweieinhalb Stunden lang und sorgten für Besucherrekorde bei großen Festivals in Indiens. Dies verlieh ihm große Anerkennung in indischen Medien. Nach einer Pause trat er ab 1999 wieder als Sänger auf und gab seitdem Konzerte in großen Städten und bekannten Institutionen beispielsweise in Chennai, New York, Bangalore, San Jose, Washington, D.C. oder in Dallas. Er ist zudem Gast bei Veranstaltungen wie dem Cleveland Festival oder dem Chicago World Music Festival. Einige seiner Gesangsalben sind Genius at Work, Sahityanubhava – Oottukkadu Venkata Kavi und The Eighteen Steps.

### Gottuvadyam-Spieler
Mit zehn Jahren begann er, die 21-saitige Langhalslaute Gottuvadyam, auch Chitravina genannt, zu spielen und gab seine ersten Konzerte bereits im Alter von elf Jahren und etablierte sich innerhalb von drei Jahren als bedeutender junger Musiker mit Aufführungen in verschiedenen Städten und Festivals. Im Juli 1985 stellte er einen Weltrekord mit 24-Stunden-Non-Stop-Solokonzert in Chennai auf. Mit zwölf bekam er eine besondere Genehmigung für professionelle Auftritte für das indische Radio und Fernsehen (Doordarshan) und wurde zu „Festivals of India“ in Frankreich (1985), in der Schweiz (1987), in Deutschland (1992), in Brasilien (2012) und Ländern wie Polen, der Tschechischen Republik, Österreich und Jugoslawien (1997) eingeladen, um sein Land zu repräsentieren. Auch bei anderen großen Veranstaltungen in den USA, Großbritannien, Kanada, Australien, Japan, Neuseeland, den Niederlanden, Belgien, Singapur oder dem Chicago Welt Musik Festival, im „Theatre de la Ville“ Paris, „Europalia Festival“ in Belgien, „Millennium Festival“ (UK), „Masters of Indian Music Series“ in Budapest, „Sadlers Wells & Tate Modern“ (UK), „Esplandae“ (Singapore), „Oji Hall“ (Tokyo), „Harborfront Festival“ in Kanada, „Cleveland Festival“ und „Madison Festival“ (USA) sowie beim „Brisbane Festival“ in, Australien.
Von 1986 bis 1996 hatte Ravikiran die seltene Gelegenheit von der Sängerin T. Brinda, einer Musikerin, die für ihre mikroskopischen Nuancen, ihr authentisches Repertoire und kompromisslosen Werte in der indischen klassischen Musik bekannt ist, trainiert zu werden. Ravikirans Konzerte sind für „beeindruckende Präzision und umwerfende Effekte“ (Belgien TV) bekannt.

### Komponist
Ravikiran hat bisher über 700 Kompositionen in musikalischen Formen wie Varnam, Krti, Javali, Tillana und Padam kreiert. Er entdeckte im Alter von zwei Jahren einen Raga (Melodie) und gab ihm den Namen seiner Mutter Choodamani. Er fand auch weitere neue Ragas wie Keshavapriya, Snehapriya, Andhakarini und Mohinii. Er ist der einzige Komponist, der Stücke in allen 35-Talas der indischen klassischen Musik komponiert hat. Er ist auch der einzige indische Komponist, der 72-mela ragamalika geetam schuf, ein 13-Teil Stück, das in einer kurzen Zeit von sieben Minuten über alle 72-übergeordneten Ragas der indischen klassischen Musik hindurch geht. Er hat Kompositionen in über 5 indischen Sprachen – Sanskrit, Tamil, Telugu, Kannada und Hindi kreiert.
Ravikiran vertonte Verse von Bhagavad Gita (das Heilige Skript), Gedichte von der antiken tamilischen sangam Literatur und einige Verse der Azhwar pashurams einschließlich Andal’s nachiyar tirumozhi und diverse Kompositionen von Purandara Dasa und D. V. Gundappa.

#### Historische Initiative
- Im Januar 2016 setzte Ravikiran 1330 Tirukkural Verse in nur 16 Stunden innerhalb von drei Tagen am International Institute of Tamil Studies, Taramani, Chennai (India) musikalisch um. Damit stellte er wieder einen Weltrekord auf.
- Am 12. Januar: 350 Verse in ca. 3,5 Stunden, durchschnittlich 100 Verse pro Stunde[24][25]
- Am 13. Januar: 420 unter 6 Stunden, durchschnittlich ca. 70 pro Stunde.[26] 14. Januar: 560 in 6 Stunden, durchschnittlich 93 pro Stunde. Insgesamt: 16 Stunden für 1330 Verse, durchschnittlich 83.125 pro Stunde[27]

## Tanz & Opern-Kompositionen
Seine Opern- und Tanz-Kompositionen beinhalten Lakshmi Prabhavam, die in der „erfinderischen Instrumentation“ Savithri, Vinayaka Vaibhavam, Ramayana (Bala Kandam and Yuddha Kandam), Mahabharata (Karna Shapatam) und Panchakriya vorkommen. Er punktete auch für interkulturellen Tanzproduktionen wie Cosmos, Pushed to the Edge und Illusion to Resolution und dirigierte das Tanzprojekt Divine Equations mit Vyjayantimala Bali und der Natya Dance Company, Chicago, die auf Kompositionen von Oottukkadu Venkata Kavis basierten. Er hat auch mit Pandit Pt Birju Maharaj in Tanzprojekten und Produktionen, Mahabharata – Geetopadesham und C. V. Chandrashekhar, Karna Shapatam zusammengearbeitet.

## Melharmony
Ravikiran ist bekannt für sein zukunftsorientiertes Konzept Melharmony, Dies ist Harmonie mit einer Betonung auf den Regeln evolvierter melodie-zentrierter Systeme wie Raga system der indischen klassischen Musik. Es unterscheidet sich von westlicher Harmonie, in dem musikalische Intervalle und/oder Akkorde durch Töne (swaras) die im Raga erlaubt sind, erschaffen werden. Weiterhin ist der Akzent darauf gesetzt, inwiefern die Harmonisierung die Struktur der Musik positiv beeinflusst. Ravikiran begann mit dem preisgekrönten Konzept Melharmony im Jahr 2000 während einer Kollaboration mit auserwählten Künstlern/Künstlerinnen der BBC Philharmonie, auf dem Millennium Festival, UK im Oktober 2000.
Melharmony hat Konzerte mit führenden Künstlern/Künstlerinnen inspiriert, als auch kritische Diskussionen von Wissenschaftlern bei internationalen Konferenzen, wie der Society for Music Theory Conference, Boston (2005) und Melody, Harmony, Melharmony Conference, Houston (2014). Ravikiran hat auch die Arbeiten großer Meister in der Zwillings-Komponisten-Serie der Festivals – OVK-Bach, Tyagaraja-Mozart und Dikshitar-Beethoven – seit 2013 melharmonisch rearrangiert und präsentiert.

## Kollaborationen
Ravikiran hat sowohl Musik für Westliche Klassische Symphonie-Orchester, Kammerorchester, Streichquartette als auch die Eskapade für Solo Violine komponiert. Er hat mit erstklassigen Künstlern unterschiedlicher Genres wie Taj Mahal, Larry Coryell, Martin Simpson, George Brooks, Simon Phillips, Roland van Campenhout und Orchestern wie dem BBC Philharmonic Orchestra, Wisconsin Chamber Orchestra and Sacramento Symphony. Er gründete die Welt-Musikgruppe ta-ki-Ta Triot zusammen mit dem Grammy Preisträger Glen Velez und Loire Cotler.
Unter indischen Maestros hat er unter anderem mit Semmangudi Srinivasa Iyer, T. Brinda, Girija Devi, Pt Birju Maharaj, Dr M. Balamuralikrishna, Vishwa Mohan Bhatt, Dr N. Ramani, R. K. Shrikanthan, Pt Kishen Mahraj, Nedanoori Krishnamurthy, Mandolin U. Shrinivas aufgetreten.

## Guru
Ravikiran ist bekannt für sein großes Repertoire (von über 1000 Kompositionen von berühmten indischen Komponisten). Er hat Schüler weltweit, viele von ihnen sind hervorragende Künstler und Preisträger und selbst inzwischen Lehrer. Er leistete 1996 Pionierarbeit in Fernunterricht der indischen klassischen Musik. Er ist wahrscheinlich der erste Guru, der die Flip-teaching-Methode durch einen strukturierten Online-Lehrplan eingeführt hat und viele seiner Video-Unterrichtseinheiten sind beim Acharyanet.com gehostet. Er hat zahlreiche Kompositionen vom Komponisten Oottukkadu Venkata Kavi durch Konzerte, Workshops, Bücher und Artikel wieder ans Licht gebracht.

## Botschafter der Kultur
Als leidenschaftlicher Vertreter der Kultur, hat Ravikiran in zahlreichen Schulen und Hochschulen in Indien und in den USA indische klassische Musik dargeboten. Im Alter von 20 Jahren hat er ein symbolisches 72-stundiges durchgehendes Konzert für Weltfrieden und Wohlstand organisiert.

### Ländliche Bildungsprojekte
2006 initiierte Ravikiran das Projekt „Ländliche Kinder in Indien“ für die indische Regierung Sarva Shiksha Abhyan. Es war mit über 31,000 Kindern im Bundesstaat Tamil Nadu das größte Musik Camp seiner Art. Er brachte das Buch Inaiyatra Innishai heraus und stellte eine 2-Volume DVD mit dem gleichen Titel her, die Demos von einigen indischen Legenden beinhaltet. Für diesen Zweck komponierte Ravikiran zwei neue Stücke und setzte einige Stücke in den alten klassischen Ragas (Melodien) Sahana und Yadukulakambhodhi um und somit hat er indische Klassische Musik über Religionen, Regionen und Kasten hinaus für alle zugänglich gemacht. Er hat auch viele Konzerte und Vorlesungen in Schulen und Universitäten weltweit gegeben.

### Musik in den Schulen & Universitäten in Indien und in den USA
Als Lobby ist für kulturelle Renaissance in Indien, wurde Ravikiran eingeladen, Lehrpläne für den Musikunterricht in Schulen zu entwerfen. In 2013 hat er indische Musik durch melharmonische Kompositionen für Middle und High School Orchester in verschiedenen Regionen in den USA wie Middleton & Sun Prairie, Wisconsin entworfen. 2015 gab er einen Sommer Workshop über Melharmony an der Eastman School of Music mit dem bekannten amerikanischen Komponisten Robert Morris.
Er hat südindische klassische Musik in viele Länder wie Slowenien und Kroatien eingeführt.
Ravikirans Konzerte haben eine beträchtliche Summe für Katastrophenhilfen wie Hurricane Katrina, Tsunami von 2004 und für Bildungs-, Gesundheits- und kulturelle Initiativen gesammelt.

## Beiträge
Einige davon sind:
- Entwicklung eines tragbaren, hell-getönten 20-Saiten-Instruments, Nava-chitravina
- Entwicklung eines visuellen rhythmischen Metronoms, Taal Acharya gemeinsam mit Vanitha und Krishnan Suresh
- Wiederbelebung der Werke von dem Komponisten Oottukkadu Venkata Kavii[40][50][51]
- Einführung Indischer klassischer Musik in vielen Schule in Indien und in den USA[52]
- Einführung der Nutzung von Teflon-Platten in der Weltmusik
- Einführung revolutionärer Konzepte in Rhythmen wie „Seamless korvais“
- Vorträge über zukunftsorientierte Konzepte wie über Jahrtausende alte Konzepte „22 shrutis“
- Workshops und Musik Camps weltweit über Übungsstücke, Auftrittsrepertoire als auch improvisierte Aspekte Neravall, Kalpana Swaras and Alapanas

## Autor
Ravikiran hat viele Bücher geschrieben und einige Bestsellers über Karnatisch Musik sind;
- Appreciating Carnatic Music[53]
- Perfecting Carnatic Music Level I and II[54]
- Life and Contributions of Oottukkadu Venkata Kavi[54]
- Saptaratnas and Navavaranams of Oottukkadu Venkata Kavi[54]
- Inaiyatra innishai (The incomparable music)[55]

Viele seiner Aufsätze sind in den führenden Zeitschriften und Tageszeitungen.

## Redner
Bekannt als gelehrter und witziger Orator hat Ravikiran viele Vorlesungen global über interessante und signifikante Themen gegeben:
- Tyagaraja Panchartnam Oottukkadu Saptaratnam
- Raktitvam
- CMCM
- Ragam tanam pallavi[60]

Seine kritischen Präsentationen über CMCM (Common Mistakes in Carnatic Music) hat Musiker, Musikwissenschaftler, Studenten sowie ein großes Prublikum angelockt. Er hat auf den Konferenzen wie in der Society for Music Theory Conference, Boston, The Indian-Amsterdam Conference, Netherlands und in vielen anderen Vorträge gehalten.

## Ausgewählte Kompositionen
| Kompositionen                 | Raga             | Anmerkungen                                                                                                   |
| ----------------------------- | ---------------- | --- |
| Adi Vinayakam                 | Reethigowla      | Varnam – Part of Vinayaka Vaibhavam                                                                           |
| Sami ninne                    | Sahana           | Varnam |
| Sarigamadana                  | Vasantabhairavi  | Varnam |
| Punnagai azhahil              | Surati           | Pada Varnam for music & dance                                                                                 |
| Kuzhaloodi konjidum           | Mohanam          | Pada Varnam for music & dance                                                                                 |
| Sada sharanam                 | Gowrimanohari    | Krti on Vinayaka                                                                                              |
| Sakaleshwara                  | Hamsadhwani      | Krti on Vinayaka                                                                                              |
| Sada nin paadame              | Chakravakam      | Krti with only descending note-phrases                                                                        |
| Sharavanabhava                | Bilahari         | Krti on Shanmukha                                                                                             |
| Rasikapriya                   | Rasikapriya      | Krti on Devi                                                                                                  |
| 72 Mela Ragamalika Geetam     | Ragamalika       | Class & Concert level – 73 ragas in 7 mts                                                                     |
| Bhasha malika krti            | Ragamalika       | In 5 languages – Tamil, Telugu, Sanskrit, Kannada & Hindi – Opera Ramayana                                    |
| Saadaramutonu                 | Shankarabharanam | Thematic Swarakshara krti (Every line begins with S,D – R,D – G,D – M,D etc)                                  |
| Sadaa dayato                  | Hindolam         | Thematic Swarakshara krti (using SD,- GD,- MD, etc. and SM,- GM,- DM, etc)                                    |
| Sari samana                   | Keshavapriya     | Krti – raga discovered by Ravikiran                                                                           |
| Aashai niraiveridave          | Ragamalika       | Folksy critique on human nature                                                                               |
| Aaraadhanai sheivaradi        | Ragamalika       | Feisty critique on posthumous reverence                                                                       |
| Unmai unarndor                | Ragamalika       | Philosophical rumination                                                                                      |
| Vidhiyin vindai               | Bhupalam         | On destiny |
| Unnai naadi                   | Saveri           | Padam for music & dance                                                                                       |
| Varuvai muraha                | Begada           | Javali for music & dance                                                                                      |
| Moha mataladi                 | Vasanta          | Javali for music & dance                                                                                      |
| Pancha raga-tala-jati tillana | Ragamalika       | Pallavi, Anupallavi & 3 charanams & reversing raga-tala sequence                                              |
| Tarikita                      | Khamach          | Tillana in Chaturashra Tishra style – Opera Ramayana                                                          |
| Dasha-Ranjani Tillana         | Ragamalika       | Tillana employing 10 ragas whose names end in „Ranjani“ (like Shree ranjani, Mararanjani) – Opera Mahabharata |
| Natya Malika Tillana          | Ragamalika       | Tillana in 3 movements for 3 styles of dance – Bharatanatyam, Kathak and Kuchipudi – Opera Mahabharata        |
| Takajham tajham               | Atana            | Dwigati Tillana (Tishram & Chaturashram) in every line                                                        |
| Tattom tattom                 | Kalyanavasantam  | Tillana – charanam lyrics alliterate on 'va' to beat                                                          |
| Dheem dheem dheem             | Katyayani        | Tillana in a raga featuring only 3 notes in both ascent and descent discovered by the composer                |
| Tamarasakshamunu              | Behag            | Varnam-Interesting plays on swaraksharam in charanam                                                          |

## Preise
Ravikiran ist einer der am meisten ausgezeichneten Künstler aus Indien auf internationalem, nationalem, staatlichem und künstlerischem Level. In den meisten Fällen ist er der erste oder jüngste Künstler, der solch ein Ansehen erhalten, was auch eine Mitgliedschaft der Fellowship Madras Music Academy im Alter von zwei Jahren beinhaltet.
Internationale Ebene:
- Millennium Festival Award (Millennium Commission, Government of UK) – 2000
- Citation from City of Houston, USA
- Citation from City of Tulsa, USA
- Annual Melharmony Day proclamation by the city of Middleton, USA – 2013
- Melharmony Day proclamation by city of Madison, USA – Nov 8, 2015
- Best Contemporary World Album (New Age Voice Awards, USA) – 2001

Nationale & regionale Ebene:
- President of India's Sangeet Natak Akademi Award – 2007
- Star of India Award (Wisdom International) – 1985
- Sanskriti Award (Sanskriti Foundation) – 1990
- Kalaimamani (Tamil Nadu State Award) – 1985
- Kumar Gandharva Samman (Madhya Pradesh State Award) – 1996

Künstlerisch:
- Arul Isai Selvan – 1973
- Music Academy Senior Awards – several, since 1979
- Lion’s International Award – 1979
- Nada Sudharnava – 1980
- Tantri Gana Visharada – 1983
- Sangeet Samraat (Wisdom International) – 1985
- Rotary Vocational Award – 1985
- Madhura Naada Mannar – 1986
- Isai Peroli (Kartik Fine Arts) – 1991
- Sangeeta Choodamani (Krishna Gana Sabha) – 1995
- Chitravina Vidya Varidhi (Yarl Society, Perth, Australia) – 1996
- Kumar Gandharva Award (Kumar Gandharva Foundation, Bombay) – 2000
- Vadya Ratnakara (India Fine Arts, Austin, TX), 2002
- Lifetime Achievement Award (Kanchi Foundation, India), 2003
- Harvard Sangeet Award (Harvard University, USA), 2005
- TTK Award (Music Academy, Madras, India), 2003
- Sangeeta Sapta Saagara (Shanti Fine Arts, Chennai, India), 2005
- Nalli Season Award (Nalli Foundation, Chennai, India), 2006
- Ragalaya Sagara (Ragalaya Foundation, London), Januar 2008
- Sangeeta Ratnakara, Cleveland, USA, 2010
- Rotary Lifetime Achievement Award, Juli 2011
- Sangeeta Kala Sarathy, Dezember 2013 (Parthasarathy Swami Sabha), Chennai[64]
- Sangeeta Shastra Virpannar – Lifetime Achievement Award, (SAFE) Chennai Dezember 2014
- ISAI Tendral, Februar 2015 (ISAI, Chennai, India)